# Mitrasacme kenneallyi
Mitrasacme kenneallyi är en tvåhjärtbladig växtart som beskrevs av C.R. Dunlop. Mitrasacme kenneallyi ingår i släktet Mitrasacme och familjen Loganiaceae. Inga underarter finns listade i Catalogue of Life.